# Machi-bugyō
Les machi-bugyō (町奉行, machi-bugyō) sont des samouraïs fonctionnaires du shogunat Tokugawa durant l'époque d'Edo au Japon. Les nominations à ce poste éminent sont généralement attribuées aux fudai daimyo, mais c'est un des postes supérieurs administratifs supérieurs ouverts à ceux qui ne sont pas daimyōs. L'interprétation classique de ce titre japonais est « commissaire », « surveillant » ou « gouverneur ».

## Description
Ce titre du bakufu identifie un magistrat ou un administrateur municipal ayant la responsabilité de gouverner et de maintenir l'ordre dans ce qui est considéré comme des villes importantes.
Les machi-bugyo représentent l'autorité publique centrale dans les centres urbains japonais de cette période. Ces officiers nommés par le bakufu remplissent un rôle unique, amalgame de chef de la police, juge et maire. Les machi-bugyo sont tenus de gérer une gamme de responsabilités administratives et judiciaires.
Les machi-bugyo doivent participer à la perception des impôts, aux activités de la police et des pompiers, et dans le même temps, doivent jouer un certain nombre de rôles judiciaires — instruire et juger à la fois les affaires civiles ordinaires et les affaires pénales.
Seuls les hatamoto de haut rang sont nommés au poste de machi-bygo en raison de l'importance cruciale de ce qu'ils sont censés faire. Les machi-bugyo sont considérés comme égaux en grade aux daimyōs mineurs. Il n'y a pas moins de seize machi-bugyo répartis dans tout le Japon.

## Villes shogunales
Durant cette période, un certain nombre de zones urbaines — dont Edo, Kyoto, Nagasaki, Nara, Nikkō et Osaka — sont considérées particulièrement importantes, et certaines sont désignées « ville shogunale ». Le nombre de ces villes shogunales passe de trois à onze sous l'administration Tokugawa.

## Liste demachi-bugyō
- Ido Satohiro, 1849-1856[5].
- Izawa Masayoshi, 1858[6].
- Oguri Tadamasa, 1862-1863[7].
- Abe Masatō, 1863-1864[8].
- Inoue Kiynao, 1863, 1866-1868[9].